# Баллард, Ричард
Ричард Баллард (англ. Richard Ballard; род. 26 января 1994, Луисвилл, штат Кентукки, США) — американский футболист. В 2011 году играл за футбольную команду школы Дюпон-Мануал в штате Кентукки. Во время обучения в колледже в 2012—2016 годах выступал за клуб «Индиана-Хусирс» в штате Индиана. В 2013—2014 году играл за клуб «Ривер-Сити-Роверс» во Лиге два ЮСЛ.
В 2017—2019 годах выступал за клуб «Луисвилл Сити». В 2021—2022 годах — за клуб «Майами». В 2023 году — за клуб «Детройт Сити» в Чемпионшипе ЮСЛ. С 2024 года является полузащитником и нападающим клуба «Уан Ноксвилл» в штате Теннесси и играет в Лиге один ЮСЛ.

## Личная жизнь
Родился 26 января 1994 года в городе Луисвилл, в штате Кентукки, в семье Джона и Деби Баллард. Обучался в школе Дюпон-Мануал, где три года играл за школьную команду «Дюпон-Мануал-Кримсонс». Забил 21 гол и сделал 24 передачи, приведя команду к лидерству в 12-м округе и титулу лучшей команды как округа, так и штата.

## Молодёжная карьера
С 2012 по 2016 год обучался в Университете Индианы в Блумингтоне и играл за университетский клуб «Индиана-Хусирс», с отсрочкой в студенческом сезоне 2013—2014 года, когда выступал за клуб «Ривер-Сити-Роверс» во Второй лиге ЮСЛ. Как первокурсник в первый год игры в составе «Индиана-Хусирс» провёл 13 матчей и был включён в сборную первокурсников Конференции «Большой десятки». В 2012 году в составе команды выиграл Кубок колледжей. В течение следующих двух сезонов, уже как юниор, сыграл 30 матчей, забив 1 гол. Как старшекурсник сыграл 21 матч, забив 4 гола и сделав 2 передачи, и был включён в сборную старшекурсников Конференции «Большой десятки».

## Клубная карьера
6 февраля 2017 года подписал контракт с командой ЮСЛ «Луисвилл Сити» и дебютировал 25 марта в игре против клуба «Сент-Луис». Сыграл в 25 из 32 матчей лиги, выступая в основном в качестве замены и забив 3 гола. Он также участвовал в обоих матчах Открытого кубка США, забив 1 гол, а также во всех четырёх матчах плей-офф Кубка ЮСЛ. Хотя Баллард не забил в основное время ни в одном из матчей Кубка ЮСЛ, он реализовал последний бросок серии пенальти в финале Восточной конференции против клуба «Нью-Йорк Ред Буллз II». В составе команды «Луисвилл Сити» выиграл финал Кубка ЮСЛ в матче против клуба «Своуп Парк Рейнджерс»; Баллард был назван финалистом конкурса ЮСЛ «Новичок года».
В 2018 году продлил контракт с клубом «Луисвилл Сити». В сезоне 2018 года дебютировал 17 марта в матче против клуба «Нэшвилл». В начале апреля Баллард получил стрессовый перелом, из-за которого пропустил многие игры сезона. В конце года футболист сыграл всего четыре матча из 34 в чемпионате, не забив ни одного гола. Хотя Баллард не появлялся ни в одном из четырёх матчей плей-офф Кубка ЮСЛ, в составе команды он выиграл финал Кубка ЮСЛ против клуба «Финикса Райзинг».
14 января 2021 года, после сезона, когда он не участвовал в играх, Баллард подписал контракт с клубом «Майами», за который сыграл в 32 матчах, не забив ни одного гола. 10 января 2023 года он подписал двухлетний контракт с клубом «Детройт Сити». 11 января 2024 года подписал контракт с клубом Лиги один ЮСЛ «Уан Ноксвилл».

## Награды
«Луисвилл Сити»
- Чемпионат ЮСЛ[англ.] (2): 2017[англ.][15], 2018[англ.][10].